# Agatocle
Agatocle (cca. 360, Thermae Himerenses, Sicilia– 289 î.Hr.), a fost un tiran al Siracuzei (316 - 304 î.Hr.) și apoi rege autoproclamat al Siciliei (304 - 289 î.Hr.).
Fiul unui exilat din Rhegion, născut la Thermai (nume modern Termini Imerese), un timp olar ca și tatăl său, Agatocle se stabilește la 18 ani la Siracuza, obținînd după victoria reputată de Timoleon asupra cartaginezilor la Krimisos (340 î.Hr.) cetățenia siracuzană.
Ambițios și energic, el devine unul dintre cei mai ascultați fruntași ai partidei democratice, fiind silit din această cauză să se exileze (320 î.Hr.). Revenit în cetate, Agatocle reușește să fie ales strateg autocrator (316 î.Hr.) și pune bazele unui regim personal cu următoarele caracteristici:
- oligarhii sînt exilați
- datoriile anulate
- pămînturile sînt redistribuite
- meșteșugurile și comerțul sînt incurajate

Aceste măsuri îi asigură un puternic sprijin popular.
În scurt timp, Agatocle reușește să impună hegemonia Siracuzei în Sicilia orientală, dar se lovește de opoziția Cartaginei, cu care intră în conflict în 312 î.Hr.
Înfrînt la Himera, Agatocle este apoi asediat pe uscat și pe mare, în Siracuza. Lipsit de speranța vreunui ajutor extern, el concepe un plan de o originalitate și îndrăzneală fără precedent. Îmbarcă un corp expediționar de 14.000 de mercenari pe ultimele nave de care dispunea, forțează cu ele ieșirea din rada Siracuzei, debarcînd, cîteva zile mai tîrziu, pe litoralul Africii de Nord (310 î.Hr.): aici incendiază întreaga flotă, arătîndu-le oștenilor săi că nu le rămîne decît să învingă sau să moară. Sub zidurile Cartaginei, Agatocle înfrînge armata punică, de 4 ori mai numeroasă, apoi cucerește peste 200 de localități africane: la Tunes nimicește o nouă armată trimisă împotriva lui.
Între timp, fratele său Antandros respinsese atacul cartaginez asupra Siracuzei. Cum forțele de care dispune erau insuficiente pentru a începe asediul metropolei punice, Agatocle obține în 309 ralierea celor 10.000 de mercenari ai macedoneanului Ofelas, guvernatorul Cirenaicii elenistice; alte orașe cartagineze, printre care Utica și Hippokaura, sînt cucerite.
În 308 Agatocle părăsește Africa cu numai 2.000 de soldați și debarcă în partea de vest a Siciliei, unde a repurtat o serie de succese fulgerătoare asupra cartaginezilor. Dar situația gravă de pe teatrul de luptă african îl determină să traverseze din nou Mediterana dominată de flota cartagineză.
Pacea încheiată cu Cartagina în 306 î.Hr. îl impune pe Agatocle ca stăpîn necontestat al Siciliei grecești. După exemplul diadohilor, Agatocle ia titlul de rege (304 î.Hr.) și încheie alianțe dinastice cu Pirus, regele Epirului, cu Demetrios Poliorcetes și cu Egiptul ptolemeic.
După anul 300, aidoma lui Dionysios I, Agatocle încearcă să ralieze în jurul Siracuzei cetățile elene din Magna Graecia; intervine activ pe eșichierul politic al Italiei meridionale, poartă campanii în Bruttium, cucerește Crotona și ocupă insula Kerkyra din Marea Adriatică.
Cea din urmă personalitate de excepție a lumii grecești occidentale, Agatocle întreprinde și ultima tentativă de unificare a acesteia, care, la numai cîteva decenii de la moartea sa, va fi definitiv subjugată de Roma.